# Peter Goldmann
Peter Goldmann (ur. 15 października 1914, zm. 5 listopada 1948 w Landsberg am Lech) – zbrodniarz hitlerowski, strażnik podczas ewakuacji obozu koncentracyjnego Flossenbürg i SS-Oberschütze.
Urodził się w Schönwaldzie (Górny Śląsk). Z zawodu był robotnikiem. Należał do Waffen-SS. W kwietniu 1945 roku Goldmann był jednym ze strażników podczas marszu śmierci z obozu we Flossenbürgu. Zastrzelił wówczas kilkunastu więźniów różnych narodowości.
W procesie, który odbył się w dniach 27–29 października 1947 roku przed amerykańskim Trybunałem Wojskowym w Dachau, Peter Goldmann został skazany na karę śmierci. Wyrok wykonano przez powieszenie na początku listopada 1948 roku w więzieniu Landsberg.